# Liste des districts judiciaires d'Andalousie

Carte des districts judiciaires andalous.

La loi 38/1988 du 28 décembre 1988 organise le découpage des huit provinces andalouses en 77 districts judiciaires.

## Province d'Almería
| District n° | Chef-lieu (cabeza de partido) | Communes |
| ----------- | ----------------------------- | --- |
| 1           | Almería                       | Abla, Abrucena, Alboloduy, Alcudia de Monteagud, Alhabia, Alhama de Almería, Alicún, Almería, Almócita, Alsodux, Beires, Benahadux, Benitagla, Benizalón, Bentarique, Canjáyar, Castro de Filabres, Enix, Felix, Fiñana, Gádor, Gérgal, Huécija, Huércal de Almería, Illar, Instinción, Lucainena de las Torres, Nacimiento, Níjar, Ohanes, Olula de Castro, Padules, Pechina, Rágol, Rioja, Santa Cruz de Marchena, Santa Fe de Mondújar, Senés, Sorbas, Tabernas, Tahal, Terque, Las Tres Villas, Turrillas, Uleila del Campo, Velefique, Viator, Vícar |
| 2           | Berja                         | Adra, Alcolea, Bayárcal, Berja, Dalías, Fondón, Laújar de Andarax, Paterna del Río |
| 3           | El Ejido                      | El Ejido, La Mojonera |
| 4           | Huércal-Overa                 | Albox, Arboleas, Cantoria, Huércal-Overa, Partaloa, Pulpí, Taberno, Zurgena |
| 5           | Purchena                      | Albánchez, Alcóntar, Armuña de Almanzora, Bacares, Bayarque, Chercos, Cóbdar, Fines, Laroya, Líjar, Lúcar, Macael, Olula del Río, Oria, Purchena, Serón, Sierro, Somontín, Suflí, Tíjola, Urrácal |
| 6           | Roquetas de Mar               | Roquetas de Mar |
| 7           | Vélez-Rubio                   | Chirivel, María, Vélez-Blanco, Vélez-Rubio |
| 8           | Vera                          | Antas, Bédar, Carboneras, Cuevas del Almanzora, Los Gallardos, Garrucha, Lubrín, Mojácar, Turre, Vera |

## Province de Cadix
| District n° | Chef-lieu (cabeza de partido) | Communes |
| ----------- | ----------------------------- | --- |
| 1           | Algeciras                     | Algeciras, Los Barrios, Tarifa |
| 2           | Arcos de la Frontera          | Alcalá del Valle, Algar, Algodonales, Arcos de la Frontera, Bornos, Espera, El Gastor, Olvera, Puerto Serrano, Setenil de las Bodegas, Torre Alháquime, Villamartín |
| 3           | Barbate                       | Barbate, Vejer de la Frontera |
| 4           | Cadix                         | Cadix |
| 5           | Chiclana de la Frontera       | Alcalá de los Gazules, Benalup-Casas Viejas, Chiclana de la Frontera, Conil de la Frontera, Medina-Sidonia, Paterna de Rivera                                       |
| 6           | Jerez de la Frontera          | Jerez de la Frontera, San José del Valle |
| 7           | La Línea de la Concepción     | La Línea de la Concepción |
| 8           | El Puerto de Santa María      | El Puerto de Santa María |
| 9           | Puerto Real                   | Puerto Real |
| 10          | Rota                          | Rota |
| 11          | San Fernando                  | San Fernando |
| 12          | San Roque                     | Castellar de la Frontera, Jimena de la Frontera, San Roque |
| 13          | Sanlúcar de Barrameda         | Chipiona, Sanlúcar de Barrameda, Trebujena |
| 14          | Ubrique                       | Benaocaz, El Bosque, Grazalema, Prado del Rey, Ubrique, Villaluenga del Rosario, Zahara                                                                             |

## Province de Cordoue
| District n° | Chef-lieu (cabeza de partido) | Communes |
| ----------- | ----------------------------- | --- |
| 1           | Aguilar de la Frontera        | Aguilar de la Frontera, Monturque, Moriles |
| 2           | Baena                         | Baena, Luque, Valenzuela |
| 3           | Barbate                       | Barbate, Vejer de la Frontera |
| 4           | Cabra                         | Cabra, Doña Mencía, Nueva Carteya, Zuheros |
| 5           | Cordoue                       | Castro del Río, Cordoue, Espejo, Obejo, Villaharta, Villaviciosa de Córdoba                                                                                            |
| 6           | Lucena                        | Benamejí, Encinas Reales, Iznájar, Lucena, Palenciana, Rute |
| 7           | Montilla                      | Fernán-Núñez, Montalbán de Córdoba, Montemayor, Montilla, La Rambla, San Sebastián de los Ballesteros, Santaella, La Victoria                                          |
| 8           | Montoro                       | Adamuz, Bujalance, Cañete de las Torres, Cardeña, El Carpio, Montoro, Pedro Abad, Villa del Río, Villafranca de Córdoba                                                |
| 9           | Peñarroya-Pueblonuevo         | Belalcázar, Belmez, Los Blázquez, Espiel, Fuente la Lancha, Fuente Obejuna, La Granjuela, Hinojosa del Duque, Peñarroya-Pueblonuevo, Valsequillo, Villanueva del Rey   |
| 10          | Posadas                       | Almodovar del Río, La Carlota, Fuente Palmera, Guadalcázar, Hornachuelos, Palma del Río, Espagne                                                                       |
| 11          | Pozoblanco                    | Alcaracejos, Añora, Conquista, Dos Torres, El Guijo, Pedroche, Pozoblanco, Santa Eufemia, Torrecampo, Villanueva de Córdoba, Villanueva del Duque, Villaralto, El Viso |
| 12          | Priego de Córdoba             | Almedinilla, Carcabuey, Fuente-Tójar, Priego de Córdoba |
| 13          | Puente Genil                  | Puente Genil |

## Province de Grenade
| District n° | Chef-lieu (cabeza de partido) | Communes |
| ----------- | ----------------------------- | --- |
| 1           | Almuñécar                     | Almuñécar, Jete, Lentegí, Otívar |
| 2           | Baza                          | Baza, Benamaurel, Caniles, Cortes de Baza, Cuevas del Campo, Cúllar, Freila, Zújar |
| 3           | Grenade                       | Albolote, Albuñuelas, Alfacar, Armilla, Atarfe, Beas de Granada, Benalúa de las Villas, Cájar, Calicasas, Campotéjar, Cenes de la Vega, Chimeneas, Churriana de la Vega, Cogollos Vega, Colomera, Deifontes, Dílar, Dúdar, Dúrcal, Gójar, Grenade, Guadahortuna, Güéjar Sierra, Güevéjar, Huétor Santillán, Huétor Vega, Iznalloz, Jun, Lecrín, Maracena, Moclín, Monachil, Montejícar, Montillana, Nigüelas, Nívar, Ogíjares, El Padul, Peligros, Pinos Genil, Pinos Puente, Píñar, Pulianas, Quéntar, Torre-Cardela, Valderrubio, El Valle, Villamena, Víznar, La Zubia |
| 4           | Guadix                        | Alamedilla, Albuñán, Aldeire, Alicún de Ortega, Alquife, Beas de Guadix, Benalúa, La Calahorra, Cogollos de Guadix, Cortes y Graena, Darro, Dehesas de Guadix, Diezma, Dólar, Ferreira, Fonelas, Gobernador, Gor, Gorafe, Guadix, Huélago, Huéneja, Jérez del Marquesado, Lanteira, Lugros, Marchal, Morelábor, Pedro Martínez, La Peza, Polícar, Purullena, Valle del Zalabí, Villanueva de las Torres |
| 5           | Huéscar                       | Castilléjar, Castril, Galera, Huéscar, Orce, Puebla de Don Fadrique |
| 6           | Loja                          | Agrón, Algarinejo, Alhama de Granada, Arenas del Rey, Cacín, Huétor-Tájar, Íllora, Jayena, Loja, Montefrío, Moraleda de Zafayona, Salar, Santa Cruz del Comercio, Ventas de Huelma, Villanueva Mesía, Zafarraya, Zagra |
| 7           | Motril                        | Albondón, Albuñol, Los Guájares, Gualchos, Ítrabo, Lújar, Molvízar, Motril, Polopos, Rubite, Salobreña, Sorvilán, Vélez de Benaudalla |
| 8           | Órgiva                        | Almegíjar, Alpujarra de la Sierra, Bubión, Busquístar, Bérchules, Capileira, Carataunas, Cádiar, Cástaras, Cáñar, Juviles, Lanjarón, Lobras, Murtas, Nevada, Órgiva, Pampaneira, El Pinar, Pórtugos, Soportújar, La Taha, Torvizcón, Trevélez, Turón, Ugíjar, Válor |
| 9           | Santa Fe                      | Alhendín, Chauchina, Cijuela, Cúllar Vega, Escúzar, Fuente Vaqueros, Las Gabias, Láchar, La Malahá, Santa Fe, Vegas del Genil, Villa de Otura |

## Province de Huelva
| District n° | Chef-lieu (cabeza de partido) | Communes |
| ----------- | ----------------------------- | --- |
| 1           | Aracena                       | Almonaster la Real, Alájar, Aracena, Aroche, Arroyomolinos de León, Cala, Campofrío, Castaño del Robledo, Cañaveral de León, Corteconcepción, Cortegana, Cortelazor, Cumbres Mayores, Cumbres de Enmedio, Cumbres de San Bartolomé, Encinasola, Fuenteheridos, Galaroza, La Granada de Río-Tinto, Higuera de la Sierra, Hinojales, Jabugo, Linares de la Sierra, Los Marines, La Nava, Puerto Moral, Rosal de la Frontera, Santa Ana la Real, Santa Olalla del Cala, Valdelarco, Zufre |
| 2           | Ayamonte                      | Ayamonte, Cartaya, Isla Cristina, Lepe, San Silvestre de Guzmán, Sanlúcar de Guadiana, Villablanca |
| 3           | Huelva                        | Aljaraque, Beas de Huelva, Gibraleón, Huelva, Punta Umbría, San Bartolomé de la Torre, San Juan del Puerto, Trigueros |
| 4           | Moguer                        | Bonares, Lucena del Puerto, Moguer, Niebla, Palos de la Frontera |
| 5           | La Palma del Condado          | Almonte, Bollullos Par del Condado, Chucena, Escacena del Campo, Hinojos, Manzanilla, La Palma del Condado, Paterna del Campo, Rociana del Condado, Villalba del Alcor, Villarrasa |
| 6           | Valverde del Camino           | El Almendro, Alosno, Berrocal, Cabezas Rubias, Calañas, Campillo, El Cerro de Andévalo, El Granado, Minas de Riotinto, Nerva, Paymogo, Puebla de Guzmán, Santa Bárbara de Casa, Valverde del Camino, Villanueva de las Cruces, Villanueva de los Castillejos, Zalamea la Real |

## Province de Jaén
| District n° | Chef-lieu (cabeza de partido) | Communes |
| ----------- | ----------------------------- | --- |
| 1           | Alcalá la Real                | Alcalá la Real, Alcaudete, Castillo de Locubín, Frailes |
| 2           | Andújar                       | Andújar, Arjona, Arjonilla, Escañuela, Lahiguera, Lopera, Marmolejo, Villanueva de la Reina |
| 3           | Baeza                         | Baeza, Begíjar, Ibros, Lupión |
| 4           | La Carolina                   | Aldeaquemada, Arquillos, Baños de la Encina, Carboneros, La Carolina, Guarromán, Navas de San Juan, Santa Elena, Vilches |
| 5           | Cazorla                       | Cazorla, Chilluévar, Hinojares, Huesa, La Iruela, Larva, Peal de Becerro, Pozo Alcón, Quesada, Santo Tomé |
| 6           | Jaén                          | Albánchez de Ubeda, Bedmar y Garcíez, Bélmez de la Moraleda, Cabra del Santo Cristo, Cambil, Campillo de Arenas, Cazalilla, Cárcheles, Espelúy, Fuerte del Rey, La Guardia de Jaén, Huelma, Jaén, Jimena, Mancha Real, Mengíbar, Noalejo, Pegalajar, Torre del Campo, Torres, Valdepeñas de Jaén, Los Villares, Villatorres                 |
| 7           | Linares                       | Bailén, Jabalquinto, Linares, Torreblascopedro |
| 8           | Martos                        | Fuensanta de Martos, Higuera de Calatrava, Jamilena, Porcuna, Santiago de Calatrava, Torredonjimeno, Villardompardo |
| 9           | Úbeda                         | Canena, Jódar, Rus, Sabiote, Torreperogil, Úbeda |
| 10          | Villacarrillo                 | Arroyo del Ojanco, Beas de Segura, Benatae, Castellar, Chiclana de Segura, Génave, Hornos, Iznatoraf, Montizón, Orcera, Puente de Génave, La Puerta de Segura, Santiago-Pontones, Santisteban del Puerto, Segura de la Sierra, Siles, Sorihuela del Guadalimar, Torres de Albánchez, Villacarrillo, Villanueva del Arzobispo, Villarrodrigo |

## Province de Malaga
| District n° | Chef-lieu (cabeza de partido) | Communes |
| ----------- | ----------------------------- | --- |
| 1           | Antequera                     | Alameda, Almargen, Antequera, Campillos, Cañete la Real, Fuente de Piedra, Humilladero, Mollina, Sierra de Yeguas, Teba, Valle de Abdalajís |
| 2           | Archidona                     | Archidona, Cuevas Bajas, Cuevas de San Marcos, Villanueva de Algaidas, Villanueva de Tapia, Villanueva del Rosario, Villanueva del Trabuco |
| 3           | Coín                          | Alhaurín el Grande, Coín, Guaro, Monda, Tolox |
| 4           | Estepona                      | Casares, Estepona, Manilva |
| 5           | Fuengirola                    | Fuengirola, Mijas |
| 6           | Malaga                        | Alfarnate, Alfarnatejo, Almogía, Alora, Alozaina, Ardales, Carratraca, Casabermeja, Casarabonela, Colmenar, Cártama, Malaga, Pizarra, Rincón de la Victoria, Riogordo, Totalán, Yunquera                                                                            |
| 7           | Marbella                      | Benahavís, Istán, Marbella, Ojén |
| 8           | Ronda                         | Algatocín, Alpandeire, Arriate, Atajate, Benadalid, Benalauría, Benaoján, Benarrabá, El Burgo, Cartajima, Cortes de la Frontera, Cuevas del Becerro, Faraján, Gaucín, Genalguacil, Igualeja, Jimera de Líbar, Jubrique, Júzcar, Montejaque, Parauta, Pujerra, Ronda |
| 9           | Torremolinos                  | Alhaurín de la Torre, Benalmádena, Torremolinos |
| 10          | Torrox                        | Algarrobo, Árchez, Canillas de Albaida, Cómpeta, Frigiliana, Nerja, Sayalonga, Torrox |
| 11          | Vélez-Málaga                  | Alcaucín, Almáchar, Arenas, Benamargosa, Benamocarra, El Borge, Canillas de Aceituno, Comares, Cútar, Iznate, Macharaviaya, Moclinejo, Periana, Salares, Sedella, Viñuela, Vélez-Málaga                                                                             |

## Province de Séville
| District n° | Chef-lieu (cabeza de partido) | Communes |
| ----------- | ----------------------------- | --- |
| 1           | Alcalá de Guadaíra            | Alcalá de Guadaíra |
| 2           | Carmona                       | Carmona, Mairena del Alcor, El Viso del Alcor |
| 3           | Cazalla de la Sierra          | Alanís, Almadén de la Plata, Constantina, Guadalcanal, Las Navas de la Concepción, El Pedroso, El Real de la Jara, San Nicolás del Puerto |
| 4           | Coria del Río                 | Almensilla, Coria del Río, Isla Mayor, Palomares del Río, La Puebla del Río |
| 5           | Dos Hermanas                  | Dos Hermanas |
| 6           | Écija                         | Cañada Rosal, Écija, Fuentes de Andalucía, La Luisiana |
| 7           | Estepa                        | Aguadulce, Badolatosa, Casariche, Estepa, Gilena, Herrera, Lora de Estepa, Marinaleda, Pedrera, La Roda de Andalucía |
| 8           | Lebrija                       | Las Cabezas de San Juan, El Cuervo de Sevilla, Lebrija |
| 9           | Lora del Río                  | Alcolea del Río, Brenes, La Campana, Cantillana, Lora del Río, Peñaflor, La Puebla de los Infantes, Tocina, Villanueva del Río y Minas, Villaverde del Río |
| 10          | Marchena                      | Arahal, Marchena, Paradas |
| 11          | Morón de la Frontera          | Alcaucín, Almáchar, Morón de la Frontera, Pruna, La Puebla de Cazalla |
| 12          | Osuna                         | Algámitas, Los Corrales, La Lantejuela, Martín de la Jara, Osuna, El Rubio, El Saucejo, Villanueva de San Juan |
| 13          | Sanlúcar la Mayor             | Albaida del Aljarafe, Aznalcázar, Aznalcóllar, Benacazón, Bollullos de la Mitación, Carrión de los Céspedes, Castilleja del Campo, Espartinas, Huévar del Aljarafe, Olivares, Pilas, Salteras, Sanlúcar la Mayor, Umbrete, Villamanrique de la Condesa, Villanueva del Ariscal                                                                                |
| 14          | Séville                       | Alcalá del Río, La Algaba, Bormujos, Burguillos, Camas, Castilblanco de los Arroyos, Castilleja de Guzmán, Castilleja de la Cuesta, El Castillo de las Guardas, El Garrobo, Gelves, Gerena, Gines, Guillena, El Madroño, Mairena del Aljarafe, La Rinconada, El Ronquillo, San Juan de Aznalfarache, Santiponce, Séville, Tomares, Valencina de la Concepción |
| 15          | Utrera                        | El Coronil, Los Molares, Los Palacios y Villafranca, Utrera |